# Villars-sur-Glâne
Villars-sur-Glâne (toponimo francese; in tedesco Glanewiler, desueto) è un comune svizzero di 12 114 abitanti del Canton Friburgo, nel distretto della Sarine; ha lo status di città.

## Monumenti e luoghi d'interesse

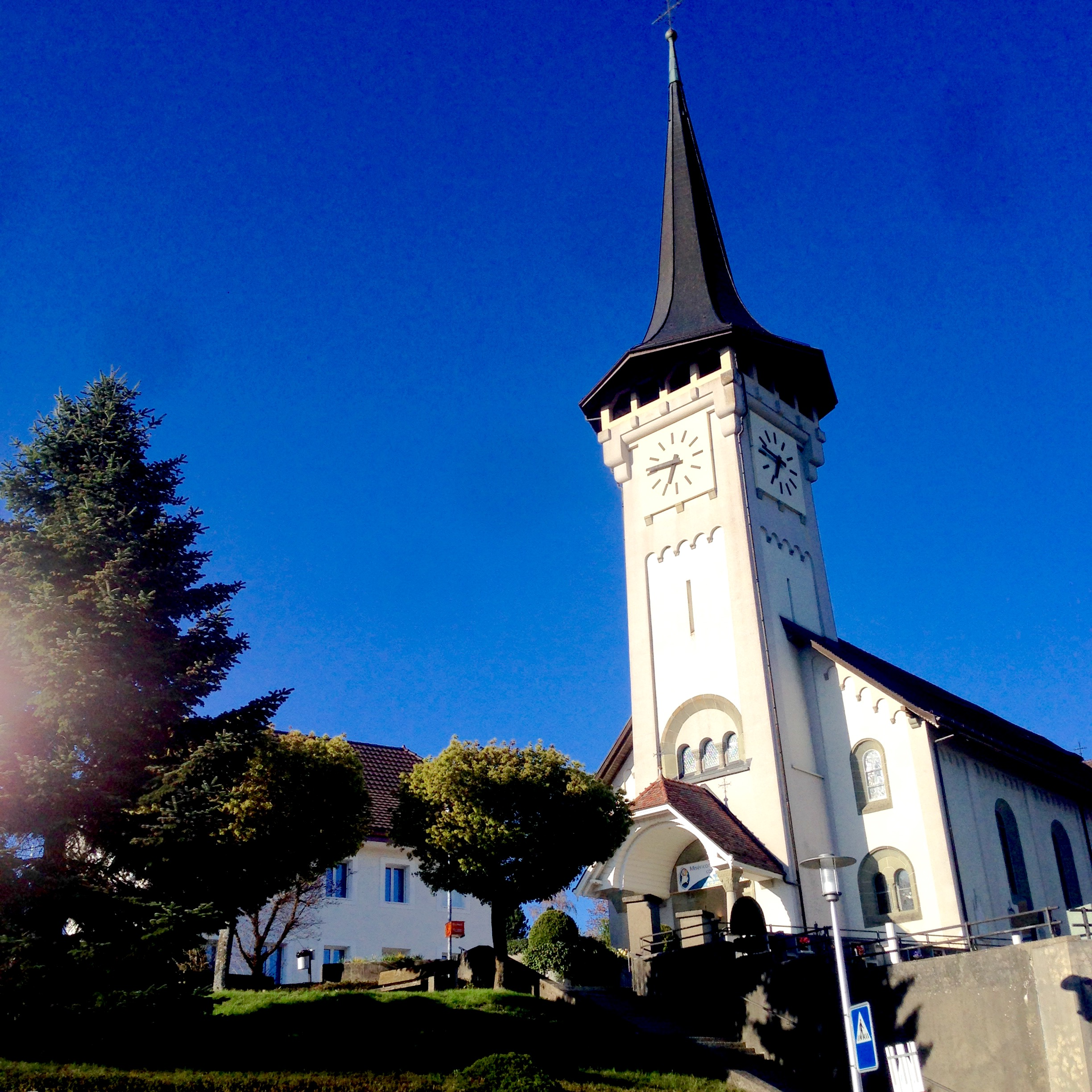
La chiesa cattolica dei Santi Pietro e Paolo

- Chiesa cattolica dei Santi Pietro e Paolo (già di San Pietro), attestata dal 1156-1173 e ricostruita nel 1450 e nel 1916[1].

## Società

### Evoluzione demografica
L'evoluzione demografica è riportata nella seguente tabella:
Abitanti censiti

## Geografia antropica

### Frazioni
Le frazioni di Villars-sur-Glâne sono:
- Bertigny[senza fonte]
- Cormanon
- Dailles
- Les Daillettes
- Moncor
- Sainte-Apolline[senza fonte]
- Villars-Vert

## Infrastrutture e trasporti
Villars-sur-Glâne è servita dall'omonima stazione sulla Ferrovia Losanna-Berna.

## Amministrazione
Ogni famiglia originaria del luogo fa parte del comune patriziale che ha la responsabilità della manutenzione di ogni bene comune.